# 합천 해인사 봉황문
합천 해인사 봉황문(陜川 海印寺 鳳凰門)은 경상남도 합천군 가야면 해인사에 있는 건축물이다.
1985년 11월 14일 경상남도의 문화재자료 제154호 해인사 봉황문으로 지정되었다가, 2018년 12월 20일 현재의 명칭으로 변경되었다.

## 개요
해인사는 가야산 서남쪽 기슭에 있는 절이다. 의상의 화엄 10찰 중 하나이고, 팔만대장경판이 보관되어 있는 법보 사찰로, 신라 애장왕 때 순응과 이정이 세웠다.
해인사의 두번째 문이며 천왕문, 금강문이라고 불리는 봉황문은 지은 시기를 알 수 없으나 여러 차례 고쳐 지은 기록이 있다. 지금 있는 건물은 순조 21년(1821)에 고쳐 세운 것이다.
앞면 3칸·옆면 2칸의 규모로, 옆면 지붕선이 사람 인(人)자 모양인 맞배지붕이다. 또한, 지붕처마를 받치기 위한 공포가 새날개모양인 익공양식으로 내부에는 사천왕 탱화가 모셔져 있다.

## 현지 안내문
봉황문은 해인사 입구의 삼문 중 첫째 문인 일주문에서 80m가량 떨어진 곳에 위치한 문으로 사천왕상이 봉안되어 있으므로 천왕문으로도 불리며 사찰의 대문 역할을 한다.
문의 창건연대는 알 수 없지만 1717년(숙종 43)에 중수하였고, 1761년(영37)에 재건했다는 기록이 있다. 1817년(순조 17) 화재때 전소되고, 1821년(순조 21)에 중건하여 현재에 이르고 있다.
지금의 봉황문은 정면 3칸, 측면 2칸의 규모로 익공계 단층 맞배지붕의 5량구조 건물이다. 1838년 색체의 훼손이 심한 문수·보현보살상과 함께 가야·제파 등 사위 탱화를 새로 조성하여 봉안하였으며, 1932년 화백 지송파 가사천왕탱화를 조성하여 이듬해 점안하였다.

## 참고 자료
- 합천 해인사 봉황문 - 국가유산청 국가유산포털